# Veľké Úľany
Veľké Úľany est un village de Slovaquie situé dans la région de Trnava.

## Histoire
Première mention écrite du village en 1221.
La localité fut annexée par la Hongrie après le premier arbitrage de Vienne le 2 novembre 1938. En 1938, on comptait 3 507 habitants dont 53 juifs. Elle faisait partie du district de Galanta, en hongrois Galántai járás. Le nom de la localité avant la Seconde Guerre mondiale était Veľký Fedýmeš/Nagy-Födémes. Durant la période 1938-1945, le nom hongrois Nagyfödémes était d'usage. À la libération, la commune a été réintégrée dans la Tchécoslovaquie reconstituée.

## Démographie

### Évolution de la population
| Année:               | 1994. | 2004.   | 2014.   | 2024.    |
| -------------------- | ----- | ------- | ------- | -------- |
| Nombre de personnes: | 4215  | 4269    | 4441    | 5011     |
| Différence:          |       | +1,28 % | +4,02 % | +12,83 % |

| Année:               | 2023. | 2024.   |
| -------------------- | ----- | ------- |
| Nombre de personnes: | 4989  | 5011    |
| Différence:          |       | +0,44 % |